# Panafrikanismus

Karte der heutigen Mitgliedsstaaten der Afrikanischen Union

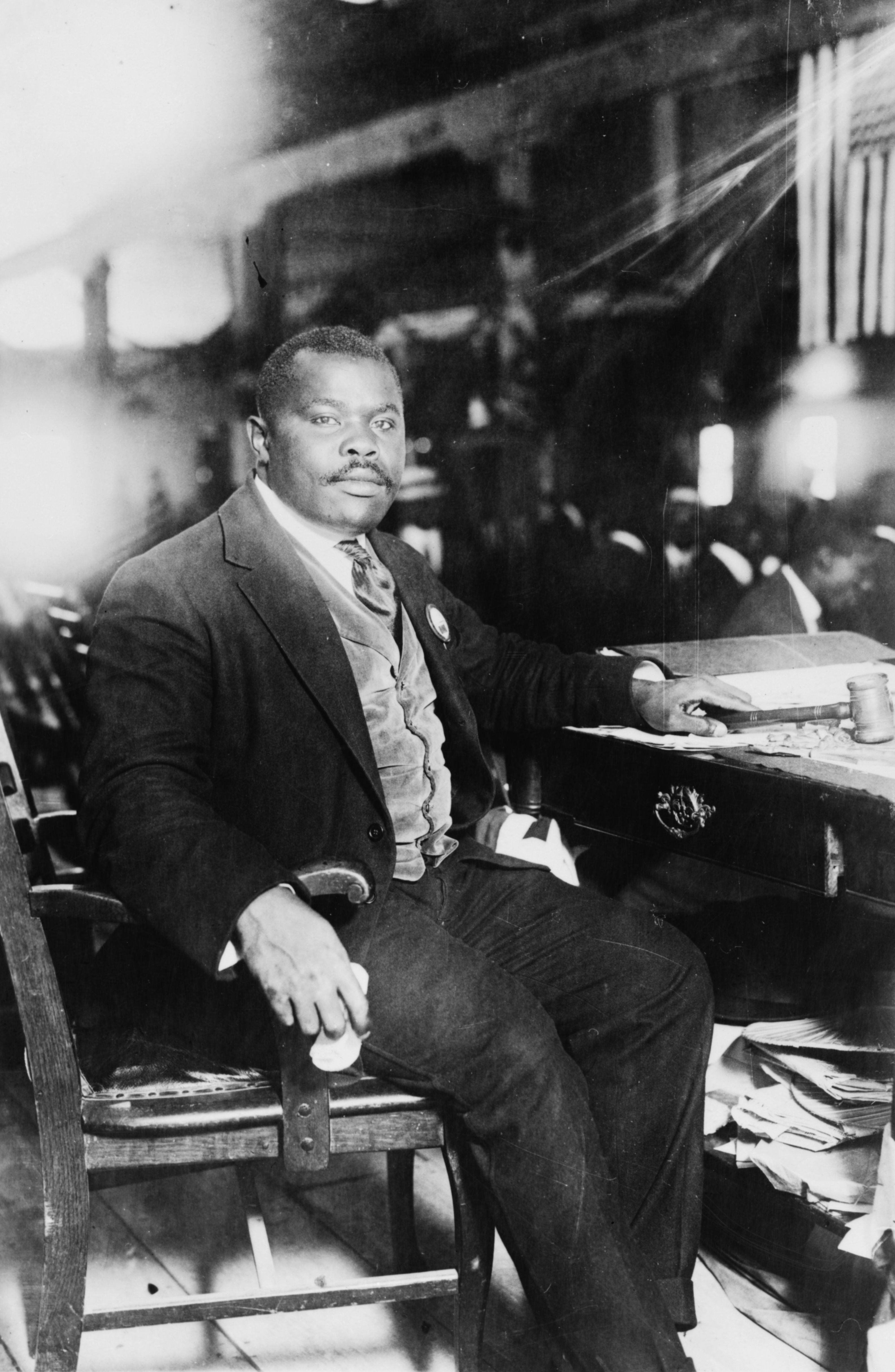
Marcus Garvey, bedeutender Vordenker des radikalen Panafrikanismus

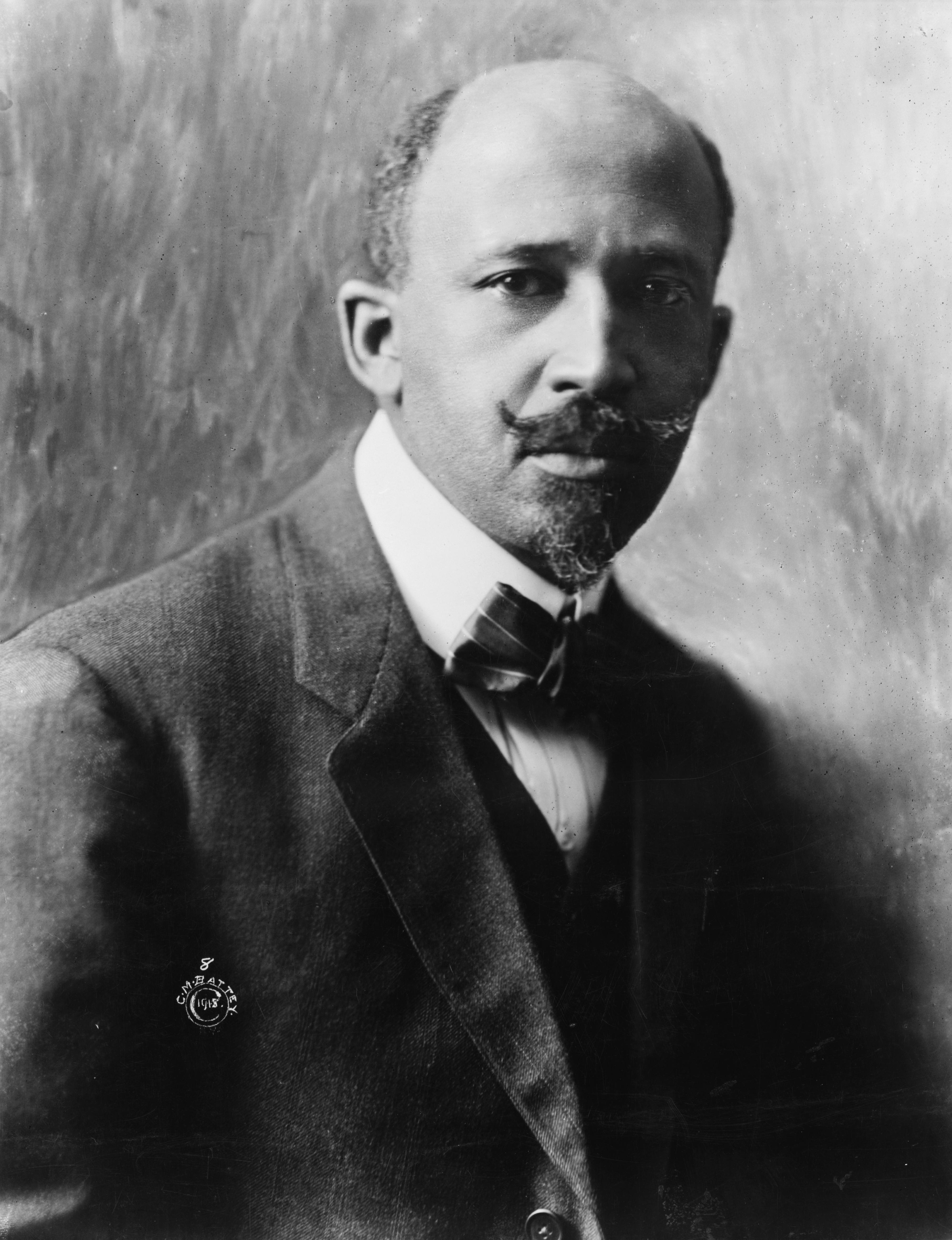
W. E. B. Du Bois, bedeutender Vordenker des gemäßigten Panafrikanismus

Panafrikanismus (griechische Vorsilbe πᾶν pan ‚alles‘) bedeutet „die Einheit aller afrikanischen Menschen weltweit, unabhängig von ihrer Ethnie oder Nationalität“, d. h. der Menschen, deren Vorfahren durch die atlantische und die arabische Versklavung mit Gewalt aus Afrika verschleppt wurden und nun in den USA, in der Karibik und Lateinamerika und auch in Teilen des Mittleren Ostens und Südasiens leben.
Die bedeutendsten Zentren des Panafrikanismus waren London, New York und Paris. Von hier aus wurden „Colonial Bulletins“ an afrikanische Zeitungen lanciert, um dort über aktuelle europäische, seltener amerikanische Geschehnisse und Gesetze aufzuklären.

## Begriffserklärung
Für den Panafrikanismus existiert keine eindeutige und präzise Definition und es ist wie z. B. bei dem Begriff Soziologie, schwer und vielleicht unmöglich, ihn überhaupt in einer Kurzform zu definieren. Begründet ist dies vor allem in seinen verschiedenartigen Manifestationen, weswegen sich der ganze Komplex des Panafrikanismus am ehesten durch eine differenzierte Beschreibung des historischen Phänomens bewältigen lässt. Dies wird durch zwei Faktoren erheblich erschwert, welche auf der Komplexität der Geschichte des Panafrikanismus beruhen: Zum einen ist es der Fakt, dass sich die Entwicklung des Panafrikanismus auf drei Kontinenten vollzog – im nördlichen Amerika (USA und auf den Westindischen Inseln), in Afrika (vor allem in Westafrika) und in Europa (England), manchmal mit, manchmal ohne gegenseitige Beeinflussung der verschiedenen Strömungen. Zum anderen sind die Entwicklungen des Panafrikanismus auch im Kontext der Weltgeschichte zu betrachten. Aus diesen Gründen hat der im deutschsprachigen Raum bekannte Historiker Imanuel Geiss versucht, eine vorläufige Definition weit zu fassen. Nach ihm wird folgendes unter dem Panafrikanismus verstanden:
1. „Intellektuelle oder politische Strömungen unter Afrikanern oder Afro-Amerikanern, die Afrika, die Afrikaner und die Menschen afrikanischer Abstammung als zusammengehörig sahen. Daraus entstand ein Gefühl der Rassensolidarität und ein neues Selbstbewußtsein, das die Afro-Amerikaner auf Afrika als ihr eigentliches ‚Vaterland‘ zurückverwies, ohne daß sie deswegen unbedingt an die physische Rückkehr nach Afrika dachten.“[2]
2. „Alle Ideen, die die kulturelle Einheit und die politische Unabhängigkeit Afrikas betonten oder erstrebten. Hinzu tritt der Wunsch, für Afrika den Anschluß an die moderne Entwicklung auf der Grundlage der Gleichberechtigung zu finden. Für solche Bestrebungen ist die Erlösung (‚Redemption‘) Afrikas das eine, ‚Africa for the Africans‘ das andere Schlüsselwort.“[2]
3. „Ideen oder politische Bewegungen, die die politische Einheit Afrikas oder wenigstens eine enge politische Zusammenarbeit in der einen oder der anderen Form befürworteten.“[2]

## Geschichte
Nach der Berliner Konferenz von 1884 bis 1885 entstand die wichtigste afrikanische Bewegung der Dekolonialisierungsgeschichte: der Panafrikanismus als Bindeglied vieler afrikanischer Befreiungsbewegungen. Die Basis dafür war der Widerstand schwarzer Arbeiter und Soldaten der afrikanischen Diaspora in Europa und Übersee, die gegen Rassenhierarchien und Ausbeutung aufbegehrten.
Die Ziele des Panafrikanismus waren die Dekolonialisierung der afrikanischen Länder und nach dem Ende der Kolonialzeit die Vereinigung der durch die willkürlichen Grenzen auseinandergerissenen Völker. Das von den Kolonialmächten oktroyierte Modell der Nationalstaaten sollte durch einen afrikanischen Kontinentalstaat ersetzt werden. 1893 veranstalteten die Panafrikanisten in Chicago ihren ersten Kongress.
Zum anderen existierte der Traum der Panafrikanisten, geopolitisch -sozial und -kulturell mitwirken zu können.

### Außerafrikanische Vorläufer
Als politische Bewegung begann der Panafrikanismus nicht in Afrika, sondern auf den Westindischen Inseln. Henry Sylvester Williams aus Trinidad prägte den Begriff mit seiner ersten panafrikanischen Konferenz 1900. E. Chinenyengozi Ejiogu vom Centre for Africa Studies an der University of the Free State verweist auf eine bereits Ende des 19. Jahrhunderts in diesem Kontext aufkommende Forderung „Africa for Africans“ (deutsch etwa: Afrika den Afrikanern).
Westindische und amerikanische Schwarze spielten im Prozess des „Sich-selbst-bewußt-Werdens“ eine maßgebliche Rolle; es waren die „Sierra Leonians“, die am frühen Modernisierungsprozess Westafrikas aktiv mitwirkten, ja am Vordringen der Briten ins Hinterland nicht unbeteiligt waren; eine ansehnliche Zahl afrikanischer Führer studierte in Amerika.
Der Erste Weltkrieg verlieh dem Panafrikanismus neuen Schwung. Die Kolonialmächte, insbesondere England und Frankreich, griffen in diesem Krieg in großem Maße auf die militärischen und wirtschaftlichen Ressourcen ihrer Imperien zurück.
In den Vereinigten Staaten erlebten viele schwarze Soldaten nach ihrer Rückkehr von der Front eine große Enttäuschung. Der US-amerikanische Historiker und Bürgerrechtler W. E. B. Du Bois hatte die jungen Afroamerikaner aufgefordert, sich freiwillig zur Armee zu melden und in Europa für die Freiheit zu kämpfen, damit sie anschließend auch in Nordamerika mit größerem Nachdruck ihre Rechte einfordern konnten.
Für das 20. Jahrhundert maßgeblich waren jedoch die fünf Pan-Afrikanischen Kongresse, die seit 1919 von W. E. B. Du Bois organisiert wurden. Erstmals fanden die Resolutionen der internationalen Delegierten für Chancengleichheit, gegen Rassismus und Imperialismus auch ein Echo in der Presse der Kolonialländer. An den Kongressen nahmen viele später bedeutende Protagonisten späterer afrikanischer Unabhängigkeitsbewegungen teil. Du Bois’ Initiative bot den philosophischen und politischen Nährboden für die beginnende Dekolonisation Afrikas.
Der Jamaikaner Marcus Garvey leitete bis 1928 die größte panafrikanische Vereinigung: die Universal Negro Improvement Association and African Communities League (UNIA-ACL), die er 1912 in Kingston gegründet hatte. Der „Garveyismus“ verbreitete sich rasch auch in den USA. 1914 verlegte Garvey sein Hauptquartier nach Harlem. Wichtigste Publikation war die Wochenzeitung Negro World. Garvey versuchte mit seiner Organisation Anfang der 1920er Jahre in Afrika neue Siedlungen für Afroamerikaner aufzubauen. Er kaufte sogar einen Passagierdampfer und gründete die Schifffahrtsgesellschaft Black Star Line, um monatliche Transportkontingente nach Liberia und Südafrika zu ermöglichen. Seine sozialutopischen Pläne und der Aufbau einer UNIA-Organisation in Liberia wurden von der liberianischen King-Regierung vereitelt.

### Panafrikanismus in Afrika
Am 7. Januar 1961 beschloss die dem radikalen Panafrikanismus zuneigende Staatengruppe in Casablanca eine „Afrikanische Charta“ (Casablanca-Gruppe). Die Mehrheit der inzwischen unabhängig gewordenen Staaten wollte diesem Weg nicht folgen und entwarf auf einer Konferenz vom 8. bis 12. Mai in Monrovia im selben Jahr ein Gegenpapier. Schließlich wurde am 25. Mai 1963 auf einer Konferenz in Addis Abeba eine gemeinsame „Charta der Organisation für Afrikanische Einheit“ verabschiedet und damit die Organisation für Afrikanische Einheit gegründet, die jedoch wenig politische Durchschlagskraft entwickelte.
Die Gründer der OAU bekannten sich zu einer Reihe von Prinzipien: Der Kontinent solle die Solidarität und Zusammenarbeit in allen Bereichen ständig verbessern; er solle die Befreiungskämpfe in den portugiesischen Kolonien, in Südafrika, Südwestafrika (heute Namibia) und Südrhodesien (heute Simbabwe) aktiv unterstützen; und er solle die aus der Kolonialzeit geerbten Grenzen nicht in Frage stellen, „damit wir nicht die Geburt eines schwarzen Imperialismus erleben“, wie der marxistisch orientierte Präsident Malis, Modibo Keita, in Addis Abeba sagte.
Kurz nach der Gründung der OAU entbrannte jedoch ein Richtungsstreit zwischen Radikalen und sogenannten „Gradualisten“ um die künftige politische Ausrichtung der Organisation und des gesamten Kontinents. Während populäre und eher radikalere Vertreter des Panafrikanismus in Afrika, wie Kwame Nkrumah, die sofortige Bildung der „Vereinigten Staaten von Afrika“ einforderten, samt einer Einbindung des arabisch geprägten Nordafrikas, plädierten gemäßigte Vertreter, wie Gamal Abdel Nasser, Julius Nyerere oder Cheikh Anta Diop für eine schrittweise Annäherung an das Konzept der „Vereinigten Staaten von Afrika“ über die Etablierung von Regionalunionen. Der Fokus der gemäßigten Panafrikanisten lag dabei auf der Stärkung und Konsolidierung interner Verwaltungs- und Wachstumsstrukturen. Dadurch sollte später der Grundstein für eine kollektivistische, panafrikanische Union gelegt werden. Zudem sahen damals viele Gradualisten lediglich die Notwendigkeit einer kulturellen Einheit Afrikas, nicht jedoch die einer politischen.
Die Gründung der Afrikanischen Union im Jahr 2002 kann somit sowohl als Ergebnis der Bestrebungen gemäßigter als auch radikaler Panafrikanisten gewertet werden. Einerseits ist der Kontinent geprägt von vielen, einzelnen Regionalorganisationen, die den Grundstein der AU bilden, andererseits ist die Gründung der supranationalen Organisation ein wichtiger Schritt hin zur Vision der „Vereinigten Staaten von Afrika“. Bis heute besteht auf politischer und philosophischer Ebene ein reger Diskurs über die ideologische Ausrichtung des afrikanischen Einigungsprozesses.
Während der Apartheidsperiode in Südafrika kämpften viele Organisationen, Gruppen und Einzelpersonen, so auch der Pan Africanist Congress, gegen die Unterdrückung der nichteuropäischstämmigen Südafrikaner und Südwestafrikaner. Außer Garveys UNIA-ACL gab es auch andere panafrikanische Organisationen wie TransAfrica und The Internal Peoples Democratic Uhuru Movement.

## Nachfolgende Bewegungen
Die Rastafari-Bewegung in Jamaika entstand aus der Panafrikanischen Bewegung: Nach der Marcus Garvey zugeschriebenen Erklärung look to Africa for the crowning of a Black king sahen die Rastafari zu Haile Selassie auf. Effektiv stammt diese Erklärung nicht von Garvey; vielmehr kritisierte Garvey Selassie in vielen Punkten.
Aus der panafrikanischen Bewegung ging die Black-Athena-Bewegung hervor, zu deren Hauptvertretern Cheikh Anta Diop und sein „ideologischer Sohn“ Molefi Kete Asante gehören. Dieser Bewegung geht es darum die afrikanische Geschichte aus einer pro-Afrikanischen Perspektive im Gegensatz zu einer eurozentrischen Perspektive zu sehen, um eine Rückkehr zu traditionellen afrikanischen Vorstellungen und zur afrikanischen Kultur. Häufig wird die Ansicht vertreten, dass der schwarzafrikanische Ursprung der ägyptischen und einiger anderer Zivilisationen anerkannt werden sollte. Panafrikanismus wird auch mit Black Nationalism assoziiert.

## Kritik
Imanuel Geiss analysierte in seinem 1969 erschienenen Werk Panafrikanismus. Zur Geschichte der Dekolonisation den Panafrikanismus als „verspäteten Bumerang der Sklaverei“ im Dreieck des Sklavenhandels und der Antisklavereibewegung (Westindien/Amerika – Vereinigtes Königreich – Westafrika). Marcus Garveys Ideologie schilderte er als „imperialen Panafrikanismus“.
Die nach Geiss führenden Gestalten im Panafrikanismus, Du Bois und Padmore, beurteilt jener kritisch, da es ihm zufolge den beiden an Kenntnissen über die Situation in Afrika, an klaren Zielen und an Organisationstalent gemangelt habe. Du Bois charakterisiert Geiss gar als „hoffnungslosen Romantiker“, der 1930 sogar die Sklaverei in Liberia gutgeheißen habe.
Panafrikanismus wird oft dafür kritisiert, die kulturellen und ethnischen Differenzen zwischen Menschen afrikanischer Herkunft sowie die Unterschiede zwischen den sozialen und politischen Verhältnissen in den Ländern, in denen Schwarze leben, zu ignorieren.

## Panafrikanische Farben

Die panafrikanischen Farben
Grün, Gelb und Rot

Marcus Garvey gab der panafrikanischen Bewegung die rote, schwarze und grüne Flagge, wobei das Rot für das Blut steht, das Menschen für ihre Erlösung und Freiheit vergießen müssen, das Grün steht für die Vegetation des afrikanischen Mutterlandes und das Schwarz für die Menschen afrikanischer Herkunft selbst. In der panafrikanischen Bewegung wird auch die äthiopische Flagge mit den Farben grün, gelb, rot verwendet. Grün und rot stehen für dieselben Prinzipien wie in Garveys Flagge und gelb für die mineralischen Reichtümer Äthiopiens. Dieser Flagge kommt symbolische Bedeutung zu, weil Äthiopien (mit der Ausnahme von Liberia) das einzige Land war, das nicht unter europäische Herrschaft gefallen war, da die Italiener in der berühmten Schlacht von Adua besiegt worden waren. Die Flaggen vieler afrikanischer Staaten lehnen sich an Garveys Flagge oder an die äthiopische an.

## Panafrikanismus in Kunst und Kultur
Im Vereinigten Königreich erlaubte der frühe Parlamentarismus es den schwarzen Bürgern selbstbewusster einzutreten als in anderen europäischen Staaten. So entwickelten sich in den britischen Kolonien und Freiheitsbewegungen nach 1900, im Gegensatz zu den französischen Gebieten. Dort begann erst um 1920 die Négritude es den englischsprachigen Schwarzenbewegungen gleichzutun. Allerdings legte diese weitaus mehr Wert auf Literatur und Philosophie als der angelsächsische Panafrikanismus.
Der Panafrikanismus ist auch allgegenwärtig in der jamaikanischen Reggae- und Ragga-Musik, wodurch der Musiker Bob Marley zum wohl bekanntesten Panafrikanisten aufstieg; auch andere jamaikanische Musiker wie Peter Tosh behandeln in ihren Liedern panafrikanische Themen. Gleiches gilt für den Erfinder des Afrobeat, Fela Kuti. Auch der Hip-Hop wird bisweilen als panafrikanisches Produkt betrachtet.
Joseph Ephraim Casely Hayfords Roman Ethiopia Unbound beeinflusste den Theoretiker Marcus Garvey, der wiederum die Rastafari beeinflusste.
Nach der Dekolonisation Afrikas in den 1960ern wurden mehrere große internationale Panafrikanische Kulturfestivals veranstaltet: 1966 in Dakar (Senegal), 1969 in Algiers (Algerien), 1974 in Kinshasa (Kongo), 1977 in Lagos (Nigeria), 2010 in Dakar (Senegal). Seit 1969 findet das Panafrikanische Filmfestival als Biennale in Burkina Faso statt.